# それを愛とまちがえるから
『それを愛とまちがえるから』（それをあいとまちがえるから）は、井上荒野の小説。
中央公論新社の『婦人公論』において、2011年4月22日号から2012年4月7日号まで連載された。2013年1月に単行本、2016年3月に中公文庫版が発売された。
2019年、WOWOWでテレビドラマ化された。

## あらすじ
専業主婦である袴田伽耶は、結婚してから15年間、夫の袴田匡と共に平穏な生活を送っていた。しかし、伽耶は長年のセックスレスに悩み、大学時代の恋人である星野誠一郎と不倫していた。
ある朝、ふと伽耶は匡に「あなた、恋人がいるでしょう」と訊ね、「君もいるだろう、恋人」と返される。実は、夫婦にはお互い恋人が存在しており、夫婦関係のストレスや、満たされない気持ちで疲れた心を不倫相手との逢瀬で癒していた。
とあるきっかけで伽耶と匡はお互いの恋人を紹介することになり、伽耶の提案で、夫妻と誠一郎、匡の不倫相手である逢坂朱音の4人でキャンプに行くことになる。その日を境にして全員の心に変化が訪れ、カップルの関係性も変わっていく。
物語は、上記4人それぞれの視点から語られる。

## 登場人物
袴田 伽耶（はかまだ かや）
匡の妻。料理教室に通う専業主婦。41歳。大学1年生の頃に半年間、誠一郎と付き合っていた。不誠実な誠一郎と別れた後に匡と合コンで出会い、6年の交際を経て結婚する。新築の分譲マンションに住み、傍から見れば幸せな生活を送っているがセックスレスに悩んでおり、弾みで昔の恋人の誠一郎とよりを戻してしまう。普段は地味で大人しく真面目な性格だが、ときどき苛立ちを抑えられず感情を爆発させてしまい、匡や誠一郎に内心面倒がられている。夫婦で不倫を告白し不倫相手とも交流を続ける異常な状況を理解しつつも、4人でのキャンプを計画する。
テレビドラマ版では習い事の描写はなく、定期的に誠一郎の漫画の手伝いをしている。首を痛めたことで朱音の勤める治療院を訪れ、匡の不倫相手とは知らず親しくなる。長年専業主婦だったが、匡との別居を機に、行きつけの居酒屋で働き始める。
袴田 匡（はかまだ ただし）
伽耶の夫。大手流通会社のシステム企画部の課長。42歳。かかりつけの治療院に勤める朱音に惹かれ、1年ほど不倫関係を続けている。誠一郎のことは漫画のモデルとしてネタにされたこともあり、大学時代から快く思っていなかった。いつも受け身の態度で、伽耶の問いかけについつい頷いてしまう。頭が良く行動力がある伽耶に主導権を握られていることに不満を持っているが、結局何も言うことができずにいる。
テレビドラマ版ではスーパーの店長代理として、上司と部下からの板挟みに苦しんでいる。自他共に認める平凡な自分を憂いているが、原作よりコミカルな人物として描かれている。自分とはまるで正反対で、伽耶とも楽しく付き合っている誠一郎に対しては内心憧れているような描写もある。
逢坂 朱音（おうさか あかね）
匡の不倫相手。治療院で働く鍼灸師で、小柄で可愛らしい外見に反してクールな物言いをする女性。28歳。年上の匡に言い寄られて、特に罪悪感もなく不倫を続けていた。伽耶に不倫がばれてからは、匡の言動に怒りや困惑を感じつつも、伽耶に対して若さと愛嬌を武器にして張り合おうとする。異性に好ましく思われるような態度や服装を熟知しており、自分がもてることも自覚している。交友関係は広く、匡以外にもボーイフレンドはいるようで、同世代のバーテンダー・輝紀にも思わせぶりな態度をとる。
テレビドラマ版では首を痛めた伽耶の治療を担当したことで、匡の妻とは知らず交流を深める。同僚であった輝紀に想いを寄せており、匡と付き合い出してからも度々連絡を取り合っている。誠一郎の漫画のファン。(作者が誠一郎だとは暫く知らず、彼の正体を知った時にはショックを受けていた)
星野 誠一郎（ほしの せいいちろう）
伽耶の昔の恋人で、現在の不倫相手。売れない漫画家。43歳。2浪して大学に入ったので伽耶とは同期で、同じ漫画研究会に所属していた。在学中に、匡をモデルにした漫画を雑誌に投稿し新人賞をとっている。常に掴みどころがなく、周囲をからかうようなふざけた態度をとる。学生時代は自分を崇拝するような伽耶をぞんざいに扱っていたが、お互い歳を重ねて復縁した今は少なからず大切に思っているようで、4人でのキャンプ以降、伽耶が驚くほどに積極的なアプローチをかけている。
テレビドラマ版では売れっ子少女漫画家。伽耶に原稿を手伝ってもらっており、ファンから贈られたプレゼントをギャラとして渡している。匡を漫画のネタにしたのは、学生時代に伽耶をとられてむかついたからだと話す。終盤では、伽耶と匡の関係性が変化していることに勘づきながらもプロポーズをする。

## テレビドラマ
WOWOWの「連続ドラマW 土曜オリジナルドラマ」枠にて、2019年2月9日から3月9日まで放送された。全5話。主演は稲森いずみ。

### キャスト
- 伊藤伽耶 - 稲森いずみ
- 伊藤匡 - 鈴木浩介
- 逢坂朱音 - 仲里依紗
- 星野誠一郎 - 安藤政信
- 東輝紀 - 渡辺大知
- 馬場さくら - LiLiCo
- 田崎れい羅 - MEGUMI
- 伊藤剛三 - 有福正志
- 伊藤春子 - 立石涼子

### スタッフ
- 原作 - 井上荒野 『それを愛とまちがえるから』（中公文庫刊）
- 監督 - 宮本理江子（フジテレビ）、樹下直美（アズバーズ）
- 脚本 - 牧五百音、新井友香
- 音楽 - 平沢敦士
- 企画プロデュース - 松永綾
- プロデューサー - 植田春菜、浅野澄美
- 製作著作 - WOWOW
- 制作協力 - FCC
- 撮影・技術 - 須藤　康夫、（技術プロデュース：高田　繁人、瀬戸井正俊）（スタジオカメラ：東田　博史、川口　次男、鈴木　富夫）（VE：深澤　敏行）（VTR：宮入　俊彰）（照明：海保　栄吉）（音声：吉田　　勉）（編集：新井　孝夫）（ライン編集：上杉　真悟）（ドローン撮影：HIRO EDWARD SATO）（技術デスク：中村もも子）

### 放送日程
| 各話   | 放送日  |
| ------ | ------- |
| 第一話 | 2月09日 |
| 第二話 | 2月16日 |
| 第三話 | 2月22日 |
| 第四話 | 3月02日 |
| 最終話 | 3月09日 |